# Забила, Виктор Николаевич
Ви́ктор Никола́евич Заби́ла (в некоторых источниках — Забелла; укр. Віктор Миколайович Забіла; 1808, хут. Кукуриковщина Черниговской губернии (теперь с. Забеловщина Борзнянского района Черниговской области (Украина) — ноябрь 1869, г. Борзна) — украинский поэт XIX века.

## Биография
Родился в семье небогатого помещика, потомка старинного казацко-старшинского рода. В 1822—1825 г. обучался в Нежинской гимназии высших наук.
Затем с 1825 по 1834 г. служил в русской императорской армии. Вышел в отставку в чине поручика, остаток жизни провел на своем хуторе недалеко от Борзны.
Дружил с Т. Шевченко, неоднократно встречался с ним во время приездов поэта на Украину.
Зимой 1847 г. Т. Шевченко некоторое время жил у него на хуторе Кукуриковщина, написал живописный портрет В. Забилы.
В повести «Капитанша» Т. Шевченко с симпатией изобразил своего друга под именем Виктора Александровича. Дружба с Т. Шевченко, его революционно-демократические взгляды отразились на мировоззрении 3абилы и его творчестве. Стихи В. 3абилы, отобранные жандармами при аресте в 1847 г. у Т. Шевченко, в протоколе допроса названы пасквильными.
В. Забила участвовал в похоронах своего друга Т. Шевченко, а затем в сооружении и благоустройстве могилы на берегу Днепра на Черне́чей горе близ города Ка́нева.
Умер поэт в ноябре 1869 г. в г. Борзна́.

## Творчество
Стихи стал писать в середине 1830-х г., но печатали их мало. Использовал литературный псевдоним — Ал-др. Три стихотворения поэта были опубликованы в Петербурге в 1841 г. в альманахе Е. Н. Гребёнки «Ластівка» («Ласточка»).
В начале 1840-х годов было напечатано небольшое собрание сочинений поэта, но по невыясненным причинам до читателя оно не дошло. Прижизненными публикациями являются лишь два стихотворения, опубликованные в 1857 г. в «Черниговских губернских ведомостях».
Полное собрание сочинений — «Співи крізь сльози», было издано лишь в 1906 г. во Львове, при активном участии Ивана Франко.
Хотя творчество Забилы было неизвестно широкой читательской публике, его стихи пользовались популярностью у простого народа, распространялись в рукописях, исполнялись как народные песни и романсы.
Так, например, «Гуде вітер вельми в полі» и «Не щебечи, соловейку», к которым сочинил музыку композитор М. Глинка. К своим стихам «Не плач, дівчино», «Голуб», «Човник» и ряду других, автор сам написал музыку.

## Избранные стихотворения
- Гуде вітер вельми в полі!
- Два вже літа скоро пройде…
- Нащо, тату, ти покинув…
- От і празника діждались…
- Ох, коли б хто знав, як тяжко…
- Повіяли вітри буйні…
- Повз двір, де мила живе…
- Сидів я над річкою…
- Будяк
- Голуб
- До коня
- До невірної
- Кохання
- Маруся
- Осінній вітер
- Пісня
- Палій
- Пугач
- Розлука
- Сирота
- Соловей
- Сорока
- Туга серця
- Човник и другие